# Emanuel Newton
Emanuel Isaac Newton (Inglewood, 2 de janeiro de 1984) é um lutador americano de artes marciais mistas, atualmente compete no Peso Meio Pesado do Bellator Fighting Championships, onde foi campeão do Torneio de Meio Pesados da Oitava Temporada.

## Carreira no MMA

### Começo da carreira: World Extreme Cagefighting e King of the Cage
Newton começou sua carreira no MMA em 2003. Apesar de perder suas duas primeiras lutas profissionais para Brian Ebersole e Tim McKenzie, ele lutou no WEC em 20 de Agosto de 2004 contra André Mussi, conseguindo sua primeira vitória por decisão unânime após três rounds.
Newton também lutou pelo KOTC, obtendo um empate contra o veterano do UFC Hector Ramirez e vitória sobre o veterano do WEC Richard Montoya.

### Título do Maximum Fighting Championship e Shark Fights
Com o recorde de 10-3-1, Newton entrou para o MFC.
Newton enfrentou o ex-lutador do UFC David Heath em sua estréia pela chance de disputar o Título dos Meio Pesados. Ele venceu por finalização no segundo round.
Newton enfrentou Roger Hollett pelo título em 5 de Dezembro de 2008 no MFC 19. Ele venceu por decisão unânime e tornou-se o Campeão Meio Pesado do  MFC.
Newton enfrentou Trevor Prangley em 15 de Maio de 2009 no MFC 21. Ele perdeu por decisão unânime.
Newton então enfrentou Ryan Jimmo, Dwayne Lewis e Rodney Wallace no MFC. Ele perdeu a luta contra Jimmo e venceu suas duas últimas lutas no MFC.
Newton era esperado para enfrentar Ryan Jimmo novamente em 8 de Abril de 2011 no MFC 29 pelo Título dos Meio Pesados. Porém, ele foi substituído por Zak Cummings devido à uma lesão.
Em suas duas lutas no Shark Fights, ele derrotou Ilir Latifi e Ricky Shivers. No fim de 2011 ele derrotou o veterano do UFC e K-1 James McSweeney no Superior Cage Combat e com cinco vitórias consecutivas, ele assinou com o Bellator.

### Bellator MMA
Newton fez sua estréia em 22 de Junho de 2012 no Bellator 71 contra Roy Boughton nas quartas de final do Torneio de Meio Pesados da Temporada de Verão de 2012. Ele venceu por finalização no segundo round e avançou às semifinais.
Em 20 de Julho de 2012 no Bellator 72 nas semifinais do torneio contra Attila Vegh. Ele perdeu por decisão dividida.
Newton enfrentou Atanas Djambazov em 17 de Janeiro de 2013 no Bellator 85 nas quartas de final do Torneio de Meio Pesados da Oitava Temporada. Ele venceu por finalização no segundo round e avançou às semifinais.
Nas semifinais, Newton derrotou o ex-Campeão Meio Pesado do Strikeforce Muhammed Lawal em 21 de Fevereiro de 2013 no Bellator 90 por nocaute com um soco rodado.
Nas finais no Bellator 94, Newton enfrentou Mikhail Zayats e venceu por decisão unânime.
O campeão Attila Végh se lesionou, tendo então que ser criado um Cinturão Interino Meio Pesado. Ele enfrentou o vencedor do Torneio de Meio Pesados da Temporada de Verão de 2013, Muhammed Lawal, a luta aconteceu em 2 de Novembro de 2013 no Bellator 106. Ele venceu a luta por decisão unânime e ganhou o Cinturão Interino Meio Pesado do Bellator.
A unificação do cinturão aconteceu em 21 de Março de 2014 no Bellator 113, onde ele derrotou o campeão linear Attila Végh por decisão dividida.
Newton defenderia seu cinturão contra Rampage Jackson, no entanto, Jackson recusou a luta porque treina com Newton. A promoção então colocou Joey Beltran para disputar o cinturão, a luta aconteceu em 12 de Setembro de 2014 no Bellator 124. Newton defendeu com seu cinturão com sucesso, vencendo Beltran por nocaute no terceiro round com um belo soco rodado.
Ele fez mais uma defesa de cinturão contra Linton Vassell em 24 de Outubro de 2014 no Bellator 130, vencendo-o por finalização com um mata leão no quinto round.
A luta seguinte de Newton foi uma defesa contra o desafiante Liam McGeary em 27 de Fevereiro de 2015 no Bellator 134. Ele foi derrotado por decisão unânime, assim perdendo seu cinturão.

## Cartel no MMA
| Cartel no MMA       |             |            |
| 35 lutas            | 25 vitórias | 9 derrotas |
| Por nocaute         | 4           | 1          |
| Por finalização     | 9           | 3          |
| Por decisão         | 12          | 5          |
| Por desqualificação | 0           | 0          |
| Empates             | 1           | 1          |
| No contest          | 0           | 0          |

| Res.    | Cartel  | Oponente              | Método                                   | Evento                                  | Data       | Round | Tempo | Local                        | Notas                                                                   |
| ------- | ------- | --------------------- | ---------------------------------------- | --------------------------------------- | ---------- | ----- | ----- | ---------------------------- | ----------------------------------------------------------------------- |
| Derrota | 26-13-1 | Nikita Krylov         | Nocaute (joelhada)                       | FNG 69                                  | 13/10/2017 | 1     | 0:43  | Surgut                       |                                                                         |
| Derrota | 26-12-1 | Artur Astakhov        | Decisão (unânime)                        | Fight Nights Global 61                  | 11/03/2017 | 3     | 5:00  | Bryansk                      |                                                                         |
| Derrota | 26-11-1 | Evgeny Erokhin        | Decisão (unânime)                        | League S-70: Plotforma 7th              | 21/08/2016 | 3     | 5:00  | Krasnodar                    |                                                                         |
| Vitória | 26-10-1 | Matt Baker            | Finalização (katagatame)                 | Fight Night Medicine Hat                | 09/04/2016 | 2     | 3:04  | Alberta                      |                                                                         |
| Derrota | 25-10-1 | Linton Vassell        | Decisão (unânime)                        | Bellator 149                            | 19/02/2016 | 3     | 5:00  | Houston, Texas               |                                                                         |
| Derrota | 25-9-1  | Phil Davis            | Finalização (kimura)                     | Bellator 142                            | 19/09/2015 | 1     | 4:39  | San Jose, California         |                                                                         |
| Derrota | 25-8-1  | Liam McGeary          | Decisão (unânime)                        | Bellator 134                            | 27/02/2015 | 5     | 5:00  | Uncasville, Connecticut      | Perdeu o Cinturão Meio Pesado do Bellator.                              |
| Vitória | 25-7-1  | Linton Vassell        | Finalização (mata leão)                  | Bellator 130                            | 24/10/2014 | 5     | 0:47  | Mulvane, Kansas              | Defendeu o Cinturão Meio Pesado do Bellator.                            |
| Vitória | 24-7-1  | Joey Beltran          | Nocaute (soco rodado)                    | Bellator 124                            | 12/09/2014 | 3     | 3:07  | Plymouth Township, Michigan  | Defendeu o Cinturão Meio Pesado do Bellator.                            |
| Vitória | 23-7-1  | Attila Végh           | Decisão (dividida)                       | Bellator 113                            | 21/03/2014 | 5     | 5:00  | Mulvane, Kansas              | Ganhou e Unificou o Cinturão Meio Pesado do Bellator.                   |
| Vitória | 22-7-1  | Muhammed Lawal        | Decisão (unânime)                        | Bellator 106                            | 02/11/2013 | 5     | 5:00  | Long Beach, California       | Ganhou Cinturão Meio Pesado Interino do Bellator.                       |
| Vitória | 21-7-1  | Mikhail Zayats        | Decisão (unânime)                        | Bellator 94                             | 28/03/2013 | 3     | 5:00  | Tampa, Florida               | Final do Torneio de Meio Pesados da 8ª Temporada.                       |
| Vitória | 20-7-1  | Muhammed Lawal        | Nocaute (soco rodado)                    | Bellator 90                             | 21/02/2013 | 1     | 2:35  | West Valley City, Utah       | Semifinal do Torneio de Meio Pesados da 8ª Temporada.                   |
| Vitória | 19-7-1  | Atanas Djambazov      | Finalização (mata leão)                  | Bellator 85                             | 17/01/2013 | 2     | 2:21  | Irvine, California           | Quartas de Final do Torneio de Meio Pesados da 8ª Temporada.            |
| Derrota | 18-7-1  | Attila Vegh           | Decisão (dividida)                       | Bellator 72                             | 20/07/2012 | 3     | 5:00  | Tampa, Florida               | Semifinal do Torneio de Meio Pesados da Temporada de Verão 2012.        |
| Vitória | 18-6-1  | Roy Boughton          | Finalização (mata leão)                  | Bellator 71                             | 22/06/2012 | 2     | 0:49  | Chester, West Virginia       | Quartas de Final do Torneio de Meio Pesados da Temporada de Verão 2012. |
| Vitória | 17-6-1  | James McSweeney       | Finalização (mata leão)                  | SCC - Superior Cage Combat 3            | 04/11/2011 | 1     | 4:25  | Las Vegas, Nevada            |                                                                         |
| Vitória | 16-6-1  | Ricky Shivers         | Decisão (unânime)                        | Shark Fights 18: Nelson vs. Wetherspoon | 19/08/2011 | 3     | 5:00  | Sparks, Nevada               |                                                                         |
| Vitória | 15-6-1  | Ilir Latifi           | Decisão (unânime)                        | Shark Fights 17: Horwich vs. Rosholt II | 15/07/2011 | 3     | 5:00  | Frisco, Texas                |                                                                         |
| Vitória | 14-6-1  | Rodney Wallace        | Finalização (mata leão)                  | MFC 28 - Supremacy                      | 25/02/2011 | 2     | 4:34  | Enoch, Alberta               |                                                                         |
| Vitória | 13-6-1  | Dwayne Lewis          | Decisão (unânime)                        | MFC 25 - Vindication                    | 07/05/2010 | 3     | 5:00  | Edmonton, Alberta            |                                                                         |
| Derrota | 12-6-1  | Ryan Jimmo            | Decisão (unânime)                        | MFC 23 - Unstoppable                    | 04/12/2009 | 3     | 5:00  | Enoch, Alberta               |                                                                         |
| Derrota | 12-5-1  | Raphael Davis         | Finalização (mata leão)                  | Called Out MMA - Called Out MMA 1       | 15/08/2009 | 2     | N/A   | Ontario, California          |                                                                         |
| Derrota | 12-4-1  | Trevor Prangley       | Decisão (unânime)                        | MFC 21 - Hard Knocks                    | 15/05/2009 | 5     | 5:00  | Enoch, Alberta               | Perdeu o Título Meio Pesado do MFC                                      |
| Vitória | 12-3-1  | Roger Hollett         | Decisão (unânime)                        | MFC 19 - Long Time Coming               | 05/12/2008 | 5     | 5:00  | Enoch, Alberta               | Ganhou o Título Meio Pesado do MFC                                      |
| Vitória | 11-3-1  | David Heath           | Finalização (mata leão)                  | MFC 18 - Famous                         | 26/09/2008 | 2     | 4:42  | Enoch, Alberta               | Pela chance de disputar o Título Meio Pesado do MFC                     |
| Vitória | 10-3-1  | B.J. Lacy             | Finalização (mata leão)                  | PureCombat 5 - Hard Core                | 15/08/2008 | 2     | 0:46  | Visalia, California          |                                                                         |
| Vitória | 9-3-1   | Jeff Quinlan          | Finalização Técnica (triângulo de braço) | IFL - Chicago                           | 19/05/2007 | 1     | 3:37  | Chicago, Illinois            |                                                                         |
| Vitória | 8-3-1   | Marcos Rodriguez      | Finalização (chave de braço)             | COF 6 - It's On!                        | 14/04/2007 | 2     | 4:43  | Tijuana, Baja California     |                                                                         |
| Vitória | 7-3-1   | Arthur César Jacintho | Decisão                                  | GC 59 - St. Paddywack                   | 17/03/2007 | 3     | 5:00  | Sacramento, California       |                                                                         |
| Vitória | 6-3-1   | Kyacey Uscola         | Nocaute Técnico (socos)                  | GC 51 - Madness at the Memorial         | 01/07/2006 | 2     | 0:50  | Sacramento, California       | Ganhou o Título Meio Pesado do GC                                       |
| Vitória | 5-3-1   | Richard Montoya       | Decisão (unânime)                        | KOTC - Heavy Hitters                    | 02/04/2006 | 3     | 5:00  | Coarsegold, California       |                                                                         |
| Vitória | 4-3-1   | John Lansing          | Nocaute Técnico (socos)                  | KOTC - Outlaws                          | 21/01/2006 | 1     | 1:04  | Globe, Arizona               |                                                                         |
| Empate  | 3-3-1   | Hector Ramirez        | Empate                                   | KOTC - Prime Time                       | 05/08/2005 | 2     | 5:00  | San Jacinto, California      |                                                                         |
| Vitória | 3-3-0   | Nate Ducharme         | Decisão                                  | GC 36 - Proving Grounds                 | 09/04/2005 | 2     | 5:00  | California                   |                                                                         |
| Derrota | 2-3-0   | Mike van Arsdale      | Finalização (kimura)                     | MMA Mexico - Day 1                      | 17/12/2004 | 1     | 1:35  | Ciudad Juárez, Chihuahua     |                                                                         |
| Vitória | 2-2-0   | Bryan Pardoe          | Decisão (unânime)                        | Venom - First Strike                    | 18/09/2004 | 2     | 5:00  | Huntington Beach, California |                                                                         |
| Vitória | 1-2-0   | André Mussi           | Decisão (unânime)                        | WEC 11                                  | 20/08/2004 | 3     | 5:00  | Lemoore, California          |                                                                         |
| Derrota | 0-2-0   | Tim McKenzie          | Decisão (unânime)                        | ROTR - Rage on the River                | 17/04/2004 | 3     | 3:00  | Redding, California          |                                                                         |
| Derrota | 0-1-0   | Brian Ebersole        | Nocaute Técnico (socos)                  | CFM - Ultimate Fighting Mexico          | 15/02/2003 | 4     | N/A   | Monterrey, Nuevo León        |                                                                         |